# Eldrid Lunden
Eldrid Lunden (Naustdal, 5 de octubre de 1940) es una escritora, ensayista y académica noruega; una de sus primeras publicaciones fue F.eks. juli en 1968. En 1989 recibió el Premio Dobloug de la Academia Sueca. En 2019, fue nominada al Nordisk råds litteraturpris que otorga The Nordic Council of Ministers and The Nordic Council. Eldrid Lunden escribe en nynorsk y pertenece al círculo de artistas congregado alrededor de la revista literaria modernista llamada Profil.

## Obras
- F.eks. juli (1968)
- Inneringa – poesía (1975)
- Hard, mjuk – poesía (1976)
- Mammy, blue – poesía (1977)
- Gjenkjennelsen – poesía (1982)
- Essays – ensayo (1982)
- Dikt i utval – poesía (1987)
- Det omvendt avhengige – poesía (1989)
- Noen må ha vore her før – poesía (1990)
- Dikt i samling 1968-1990 – poesía (1994)
- Slik Sett – poesía (1996)
- Til stades – poesía (2000)
- Samla dikt, 1968-2000 – poesía (2001)
- Kvifor måtte Nora gå? – ensayo (2004)
- Flokken og skuggen – poesía (2005)
- Modernisme eller litterær populisme?: eit essay om Arne Garborg og Knut Hamsun (2008)